# 輪之内町立輪之内中学校
輪之内町立輪之内中学校（わのうちちょうりつ わのうちちゅうがっこう）は、岐阜県安八郡輪之内町にある公立中学校。

## 概要
- 創立 - 1948年（昭和23年）
- 所在地 - 岐阜県安八郡輪之内町四郷2457
- 教育目標 - ひとりだちのできる生徒－自ら考え、正しく判断して主体的に行動する生徒－

## 歴史
- 1947年（昭和22年） - 
  - 福束村と大薮町で学校組合を設立。学校組合立南安中学校が開校。
  - 仁木村に仁木村立仁木中学校が開校。
- 1948年（昭和23年） - 南安・仁木中学校統合、学校組合立輪之内中学校となる。輪之内中学校開校式挙行。
- 1950年（昭和25年） - 校章・校歌・校旗を制定。
- 1964年（昭和39年） - 「開拓精神」を校訓とする。
- 1990年（平成2年） - コンピュータ53台導入。
- 1996年（平成8年） - カナダ研修派遣。

## 学校行事
- 1年生琵琶湖研修
- 2年生神子研修
- 3年生修学旅行（東京）
- 体育祭
- 音楽祭
- グランドワーク
- 伝統を引き継ぐ会

## 部活動
- 野球部
- バスケットボール部
- バレーボール部
- ソフトテニス部
- 剣道部
- 卓球部
- ブラスバンド部
- 美術部